# 南安公主 (后秦)
南安長公主（?—?），中国後秦開國皇帝姚萇之女。
南安長公主婚配和生卒不詳，416年，南安長公主的哥哥文昭帝姚興彌留之際，南安長公主去探望他。姚興不回應，姚興兒子姚耕兒、姚愔、姚弼，以為父親去世，率軍攻打太子姚泓。結果姚興蘇醒，竭力走到前殿，下令賜死姚弼。